# Packard F
Packard F – samochód osobowy marki Packard produkowany w latach 1902–1903 w łącznej liczbie 179 sztuk. Był jednym z pierwszych pojazdem marki Packard, w którym zrezygnowano z nadwozia w formie bryczki i wprowadzono kierownicę zamiast rumpla. Budowano go w wersji Roadster (2 osobowej) i Tonneau (4 - 5 osobowej). Do oświetlenia używano - co było typowe w tamtych czasach - lamp acetylenowych. W roczniku 1903 ulepszono komfort użytkowania i wygląd nadwozia.